# Хлопяники
Хлопя́ники (укр. Хлоп'яники) — село в Сосницком районе Черниговской области Украины. Население 719 человек. Занимает площадь 3,43 км².
Код КОАТУУ: 7424987501. Почтовый индекс: 16112. Телефонный код: +380 4655.
В селе насчитывается примерно 10 ставков, также 3 рабочих магазина, 2 в центре села, есть парк, детская площадка и школа 

## Власть
Орган местного самоуправления — Хлопяникский сельский совет. Почтовый адрес: 16112, Черниговская обл., Сосницкий р-н, с. Хлопяники, ул. Центральная, 20.